# Дженіс Бремнер
Дженіс Бремнер (англ. Janice Bremner, 15 липня 1974) — канадська синхронна плавчиня.
Призерка Олімпійських Ігор 1996 року.
Призерка Чемпіонату світу з водних видів спорту 1994 року.
Призерка Панамериканських ігор 1995 року.